# Феаген
Феаген, Теаген (грец. Θεαγένης) — тиран міста Мегари у VII ст. до н. е. (приблизно 645 — 630 рр. до н. е.)

## Біографія
Феаген походив з аристократичного роду і прославився як здібний воєначальник. Цілком можливо, що він був обраний мегарським полемархом.
Користуючись невдоволенням демосу, обуреного несправедливим, на його думку, розподілом доходів від морської торгівлі і безмежним збагаченням аристократії, зібрав навколо себе збройних прихильників. Після того, як афіняни захоплили Елефсін і пересунули мегарський кордон до річки Япіс, Феаген влаштував своєрідну демонстрацію, перебивши худобу, що належала знаті, на пасовиську біля кордону, і рушив до міста. Майже не зустрівши спротиву, встановив у Мегарах тиранію за коринфським і сікіонським зразком.

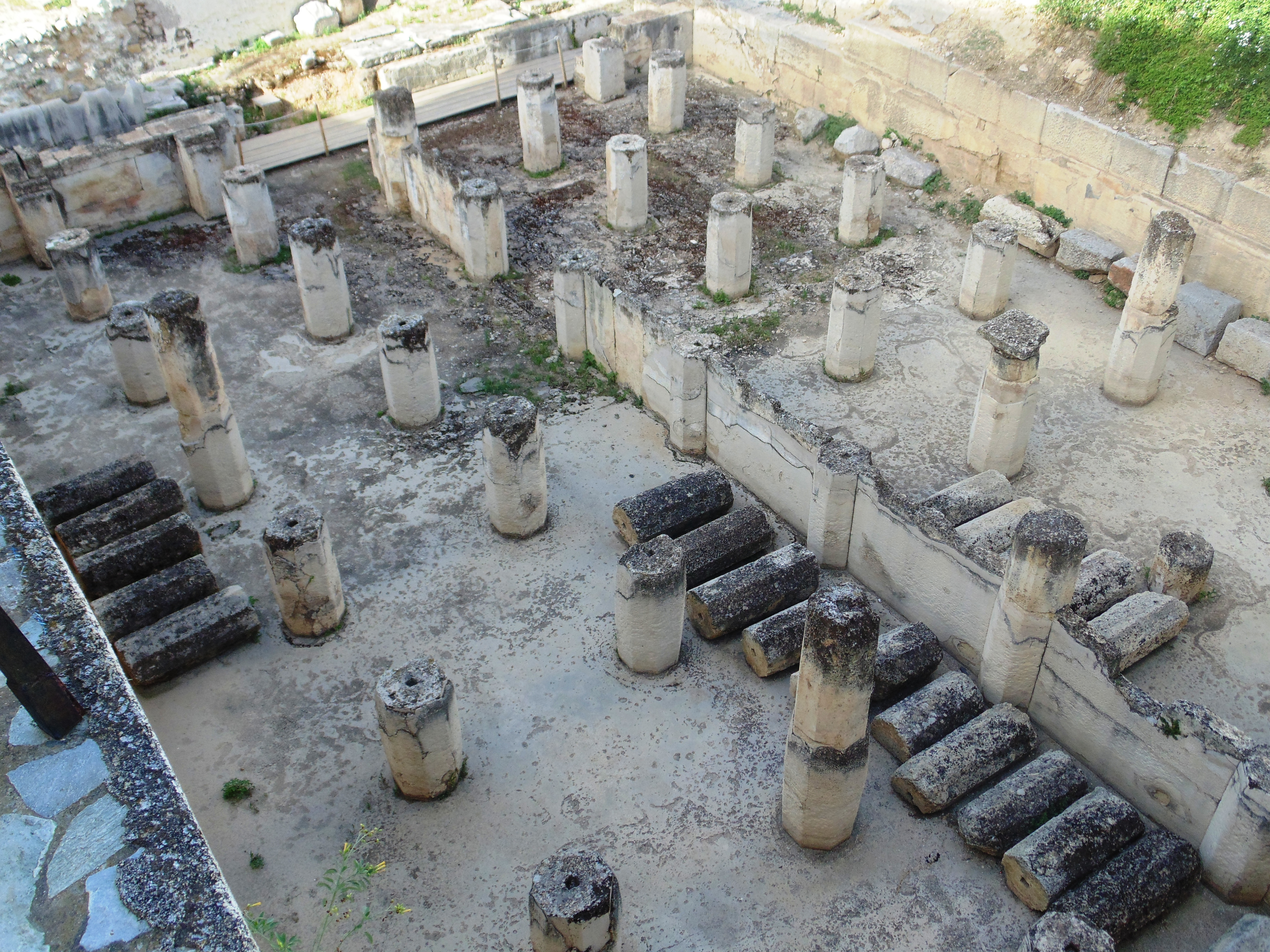
Залишки штучної водойми (фонтану), збудованої Феагеном в середмісті Мегар

На початку свого правління Феаген був неабияк популярним і намагався її зміцнити. Відомо, що він збудував криту водойму, що забезпечувала містян питною водою, і прикрасив Мегари іншими будівлями. Тиран також відомий організацією клерухії на острові Саламін. Можливо саме він і приєднав острів до Мегар, хоча не можна виключати, що Саламін належав мегарянам ще з VIII століття до н. е.
Феаген намагався розповсюдити свій вплив і на сусідні Афіни. Він, зокрема, надав підтримку своєму зятю — афінянину Кілону, відомому своєю перемогою на Олімпійських іграх. Кілон намагався встановити в Афінах тиранію за мегарським зразком і Феаген надіслав йому озброєний загін, з яким заколотники захопили акрополь. Але це їм не допомогло. Путч був жорстоко придушений, а Афіни розпочали з Мегарами війну. Врешті решт Феаген втратив підтримку у власному місті і народ, підбурюваний його супротивниками, вигнав тирана з Мегар.